# Pantelaria
Pantelaria (en italiano, Pantelleria) es una comuna (municipio) italiana del consorcio libre comunal de Trapani, en Sicilia. Tiene una población estimada, a fines de noviembre de 2021, de 7353 habitantes.
La comuna abarca toda la isla de Pantelaria, en el mar Mediterráneo. Está situada unos 110 km al suroeste de la isla de Sicilia y a 65 km al norte de Túnez.
Debido a su centralidad en el Mediterráneo, constituye una escala intermedia entre Túnez y Sicilia, además de ser punto principal para el comercio con Oriente Medio.

## Aspecto y estructura de la isla

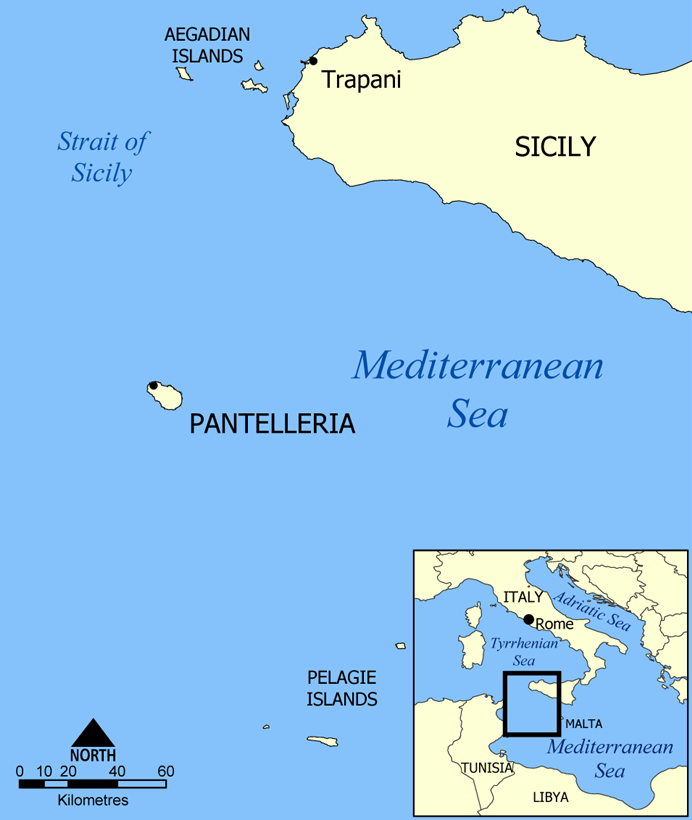
Ubicación de la isla respecto a Sicilia

La isla constituye la parte emergida de un volcán, y por eso se compone de rocas de origen volcánico. De la composición del suelo llega uno de los nombres de Pantelaria, llamada Perla negra del Mediterráneo. Se la conoce también como La isla del viento (o en árabe, Bent el Riah, Hija del viento), porque los vientos soplan allí durante todo el año, garantizando frescura durante el gran calor veraniego. También se caracteriza por su particular paisaje: a los elementos naturales, como calas, farallones, coladas de lava y flora mediterránea, se unen con armonía las obras artificiales como son:
- Muros secos, cuya función es contener el terreno y delimitar las propiedades utilizando las piedras existentes, además de proteger los huertos de cítricos del interior.
- Los dammusi, casas típicas de la isla, de forma cúbica y techos blancos con forma de cúpula que se apoya en unos arcos.
- Los jardines de origen árabe conteniendo unas construcciones cilíndricas, con muros de piedra volcánica, con la finalidad de sanear los terrenos del exceso de piedras.

La isla se caracteriza también, como es de suponer, por su mar paradisíaco con sus bellísimos fondos. Como no hay playas de arena, sino solo de rocas y grava, se utiliza un calzado adecuado para evitar hacerse daño en los pies. Existen unas plataformas lisas que permiten tenderse sobre ellas para relajarse o tomar el sol, por ejemplo y entre otras, en zonas de Martingala, Balata dei Turchi, el Faraglione y el Arco del Elefante.

## Historia
Se han desenterrado evidencias arqueológicas de asentamientos y artefactos fechados hace 35 000 años. Por otro lado, en la Edad del Bronce se puede constatar, a través de la aparición de objetos provenientes de Micenas y Egipto, una red de comercio en torno a la isla cuyo objetivo era la obtención de cobre y estaño para hacer bronce. 
Después de un considerable intervalo, durante el cual la isla quedó probablemente deshabitada, a principios del siglo VII a. C. los fenicios la colonizaron mediante la fundación de Cossyra, sin duda debido a su importancia como estación de paso hacia Sicilia. El yacimiento arqueológico de Cossyra se encuentra en las colinas gemelas de San Marco y Santa Teresa, 2 km al sur del pueblo de Pantelaria. El pueblo posee numerosos restos de muros construidos con bloques rectangulares de albañilería, además de unas cuantas cisternas. También se han descubierto cerca de la costa norte, diversas tumbas púnicas y unas terracotas votivas de un pequeño santuario correspondiente al período púnico. El nombre Pantelaria significa «hija del viento», que se refiere a los fuertes vientos que soplan desde la costa norte de África.
Los romanos ocuparon la isla, según quedó registrado en las Fasti triumphales, en 255 a. C.; la perdieron el siguiente año y la reconquistaron en 217 a. C. Bajo el Imperio, sirvió como lugar de destierro de personas prominentes y miembros de la familia imperial. El pueblo disfrutaba de derechos municipales.
Saqueada por los árabes a partir del siglo VIII, fue ocupada permanentemente por ellos probablemente a partir de 845, en el contexto de la conquista árabe de Sicilia, pasando a formar parte del Emirato de Sicilia. A los árabes se les atribuye por tradición la llegada de la mayoría de los elementos característicos de su actual paisaje, incluido las casas dammusi dammusi. Ciertamente, los árabes introdujeron el cultivo del algodón y su idioma que, con una variante local similar al maltés, se mantuvo en uso hasta principios del siglo XIX y que todavía hoy influye profundamente en el siciliano hablado localmente. En 1123 la isla fue conquistada por los normandos de Roger I de Sicilia y anexada al Reino de Sicilia, cuyo destino seguiría hasta hoy.
En 1311 una flota de la Corona de Aragón, bajo el mando de Luis de Requesens, logró una notable victoria; la familia Requesens obtuvo más tarde el principado de la isla.  Debido a su proximidad a la costa africana, la isla fue víctima de la piratería berberisca que actuaba en el Mediterráneo y saqueada por los corsarios otomanos cuando llegaron al Norte de África en el siglo XVI, así como antes, bajo gobierno árabe, fue saqueada por los piratas cristianos.
Su captura fue considerada crucial para el éxito aliado en la invasión de Sicilia durante la Segunda Guerra Mundial en 1943, debido a que permitió montar las bases de aviones dentro del rango de la isla mayor. Panteleria fue fuertemente atacada con bombarderos y buques en los días previos a la invasión planeada y la guarnición finalmente se rindió cuando se estaban aproximando las tropas de tierra. La captura de Pantelaria fue llamada operación Corkscrew. Las Fuerzas Aéreas del Ejército de los Estados Unidos planearon la captura de la isla como una prueba de potencia aérea, ya que intentaban conseguir una rendición a base de bombardeos aéreos.

## Demografía
| Gráfica de evolución demográfica de Pantelaria entre 1861 y 2021 |
|                                                                  |
| Fuente ISTAT - elaboración gráfica de Wikipedia                  |

## Lugares de interés

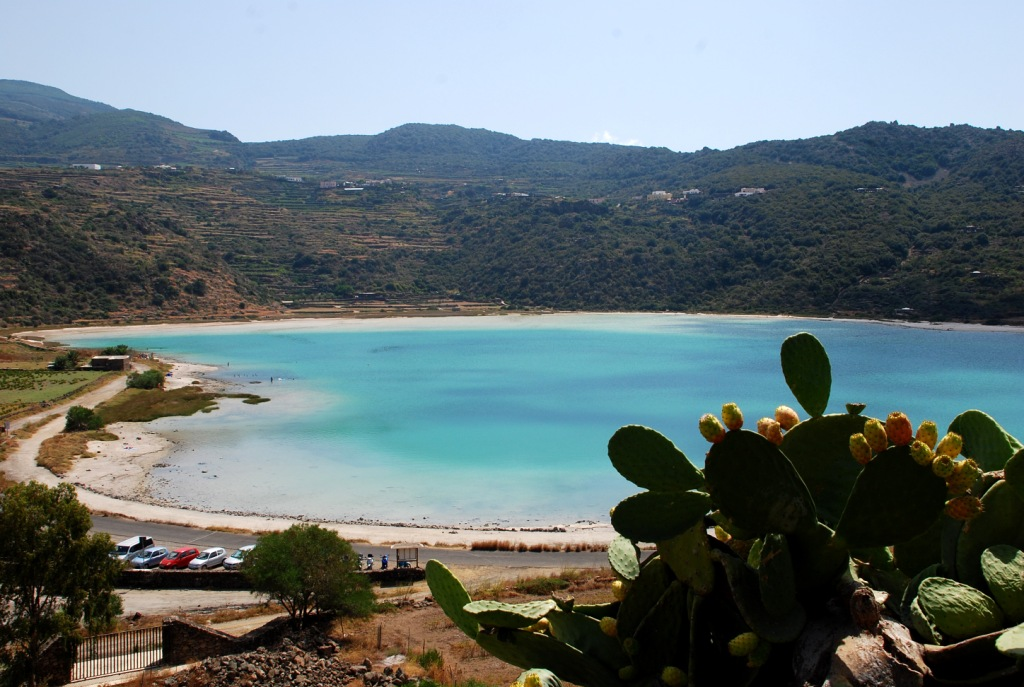
Lago Espejo de Venus

- El parque natural de la Montaña Grande: Es el corazón verde de la isla, donde se pueden ver hasta 600 tipos de plantas. Es el único parque europeo donde anidan dos pájaros muy coloreados, la Cinciarella Algerina y el Beccamoschino.
- Los barrios campesinos: Son once barrios que destacan por los grupos de dammusi, las habitaciones típicas y los Jardines, particulares construcciones circulares de piedra que protegen los cítricos.
- El lago llamado Espejo de Venus, en la zona septentrional. Es de origen volcánico y con colores particulares, en parte alimentado por fuentes termales. Está permitido bañarse y es como una beauty-farm al natural gracias a sus algas termófilas y al fango (también utilizados de manera terapéutica).
- Otras zonas termales: En toda la isla se notan manifestaciones de vulcanismo secundario, con emisiones de vapor acuoso. Por ejemplo, la famosa Favara Grande bajo la Montaña Grande, o la zona de Gadr, con pozos a cielo abierto y una temperatura de 50 grados.
- Las zonas con coladas de lava: Por ejemplo, la Mancha Mediterránea del Khagiar, una colada de 3 km, cubierta por una rica vegetación y donde se encuentran conejos y ejemplares de la famosa tortuga griega; o Balata dei Turchi, donde está ubicada una antigua cantera de obsidiana que descende hasta el mar.
- El Arco del elefante: Seguramente el monumento natural más conocido de toda la isla, por su forma particular y su playa sugestiva.
- La Llana de Ghirlanda: Se considera como el jardín de Pantelaria; es una llanura muy fértil rodeada de montañas que la abrigan de los vientos. Las murallas en seco protegen los cultivos con sus escalones. En esta zona se produce el famoso vino dulce de la isla, bebido en toda Italia.

## Comida típica
Existen unas comidas muy conocidas:
- Los ravioli amari, un tipo de pasta relleno de requesón y hojas de menta.
- El cous cous de pescado, siempre acompañado por verduras, que se sirve como plato único.
- Las alcaparras de Pantelaria, que se utilizan en muchísimos platos como, por ejemplo en las ensaladas, acompañados por el queso local Tumma.
- El pescado, casi siempre cocinado a la parrilla.
- Los dulces como los Mustazzola de tradición árabe (una simple esfolia rellena de sémola, miel, canela, naranja confitada y esperia) y los ravioli rellenos de requesón, azúcar y canela.
- Otra receta típica de Pantelaria puede ser el Pesto a la Pantesca crudo.
- Vinos como el Passito y el Spumante, el Zibibbo, dulce y con un perfume característico y el Moscato, elaborado a partir de una variedad local de uva moscatel de Alejandría.

## Cómo llegar
Se puede llegar a la isla de dos maneras:
- En barco, con naves de la Siremar o de los “Traghetti delle isole” que conectan Pantelaria con la ciudad de Trapani, al oeste de Sicilia.
- En avión, todo el año con vuelos de línea que conectan el aeropuerto de la isla con Trapani y Palermo y, solo durante el verano, con vuelos chárter para otras ciudades italianas, como Verona, Venecia, Milán, Bérgamo, Bolonia y Roma.

## Galería

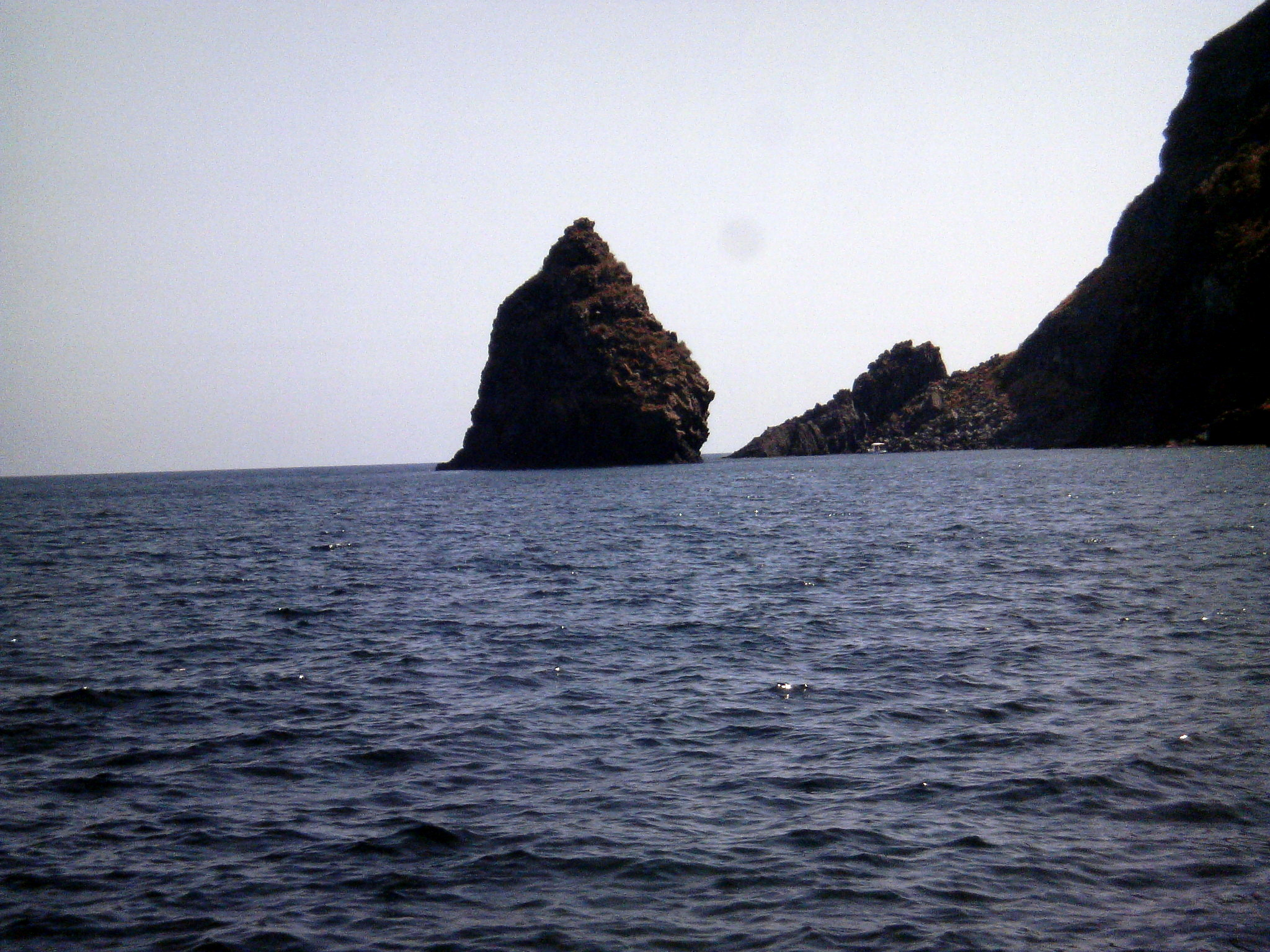
Acantilado de Tracino.
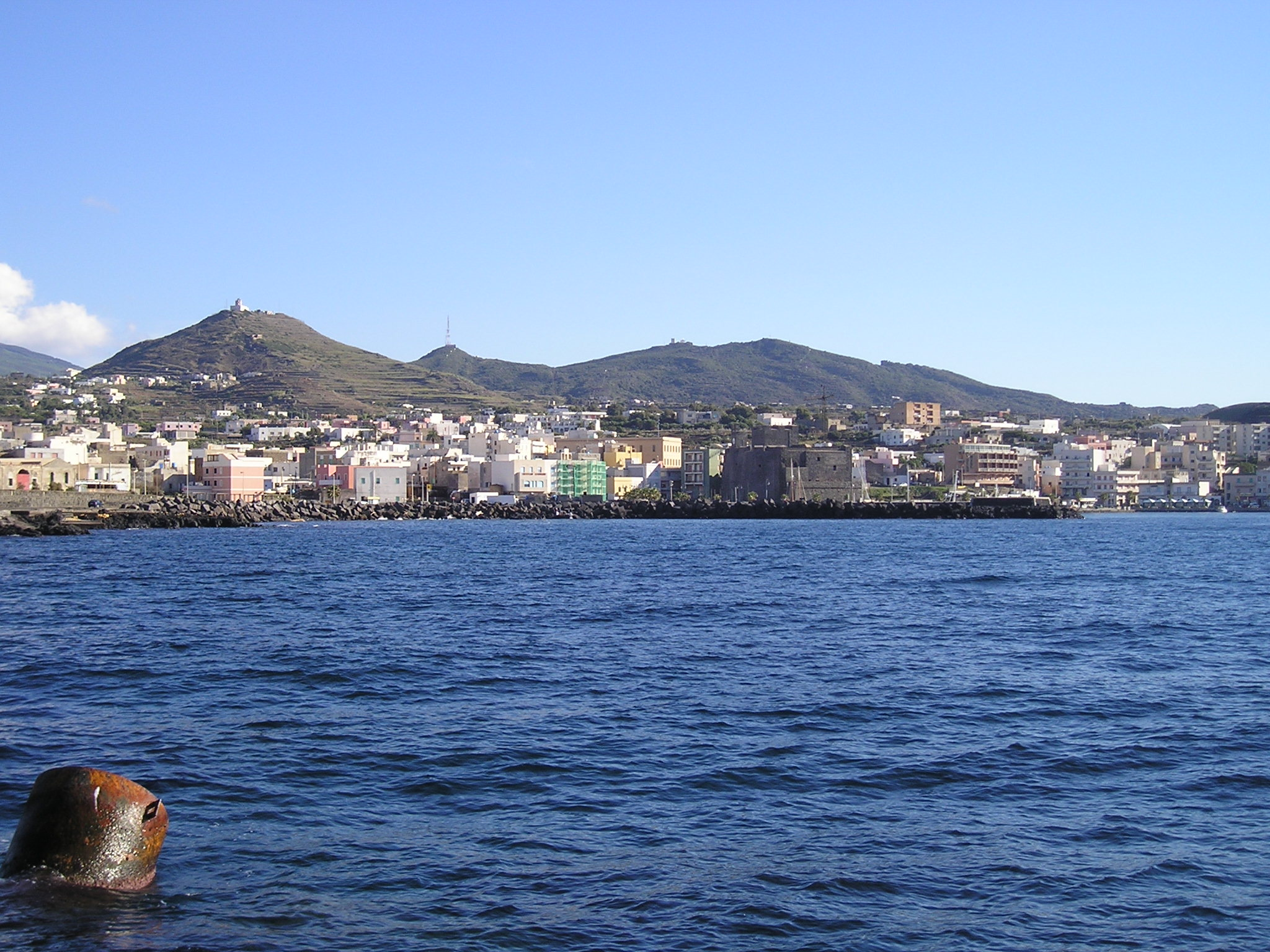
Norte de la isla.
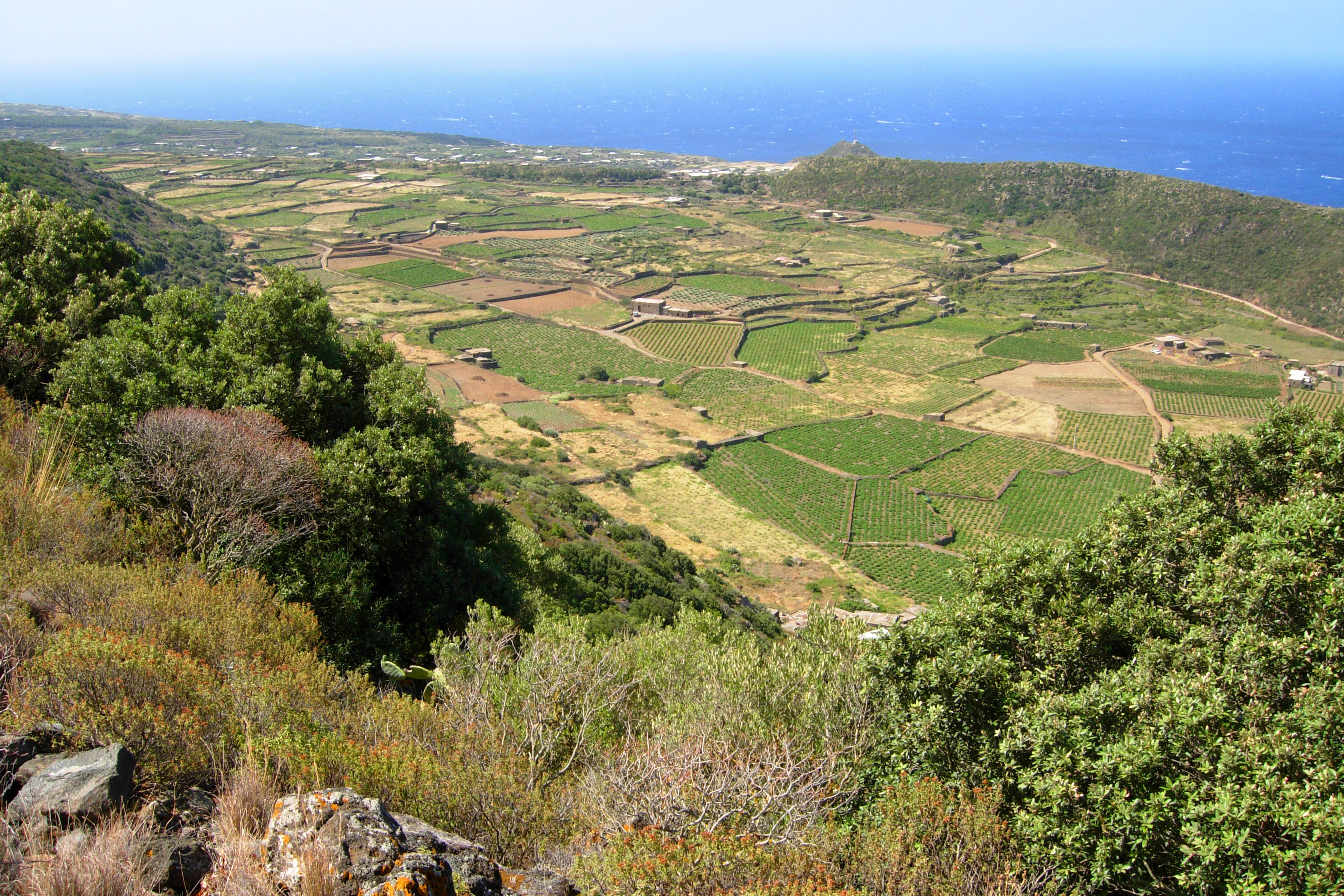
Llanura de Ghirlanda.